# گیوم بنون
گیوم بنون (انگلیسی: Guillaume Benon؛ زادهٔ ۱۶ مهٔ ۱۹۷۵) بازیکن فوتبال اهل فرانسه است.
از باشگاه‌هایی که در آن بازی کرده‌است می‌توان به باشگاه فوتبال دیژون اشاره کرد.